# ژاک لاتاست
ژاک لاتاست (فرانسوی: Jacques Lataste‎; ۷ ژوئن ۱۹۲۲ – ۱۰ نوامبر ۲۰۱۱) شمشیرباز اهل فرانسه بود.
وی در مسابقات کشوری و بین‌المللی در مجموع برندهٔ ۲ مدال طلا، ۱ مدال نقره شده‌است.